# Вінцентув (Плоцький повіт)
Вінцентув (пол. Wincentów) — село в Польщі, у гміні Лонцьк Плоцького повіту Мазовецького воєводства.
Населення — 229 осіб (2011).
У 1975-1998 роках село належало до Плоцького воєводства.

## Демографія
Демографічна структура станом на 31 березня 2011 року:
|          | Загалом | Допрацездатний вік | Працездатний вік | Постпрацездатний вік |
| -------- | ------- | ------------------ | ---------------- | -------------------- |
| Чоловіки | 119     | 25                 | 80               | 14                   |
| Жінки    | 110     | 25                 | 55               | 30                   |
| Разом    | 229     | 50                 | 135              | 44                   |